# Разиня
«Рази́ня» (фр. Le Corniaud) — франко-итальянский фильм 1965 года, кинокомедия в стиле «роуд-муви» режиссёра Жерара Ури, с Луи де Фюнесом и Бурвилем в главных ролях.
Фильм демонстрировался в конкурсной программе IV Московского кинофестиваля в 1965 году, где Бурвиль получил специальный диплом, после чего фильм был куплен для советского проката. В кинотеатрах шёл в дубляже киностудии «Союзмультфильм» (режиссёр дубляжа — Георгий Калитиевский). Работу Владимира Кенигсона (голос Луи де Фюнеса) и Ростислава Плятта (голос Бурвиля) относят к лучшим образцам советской школы озвучивания иностранного кино.

## Сюжет

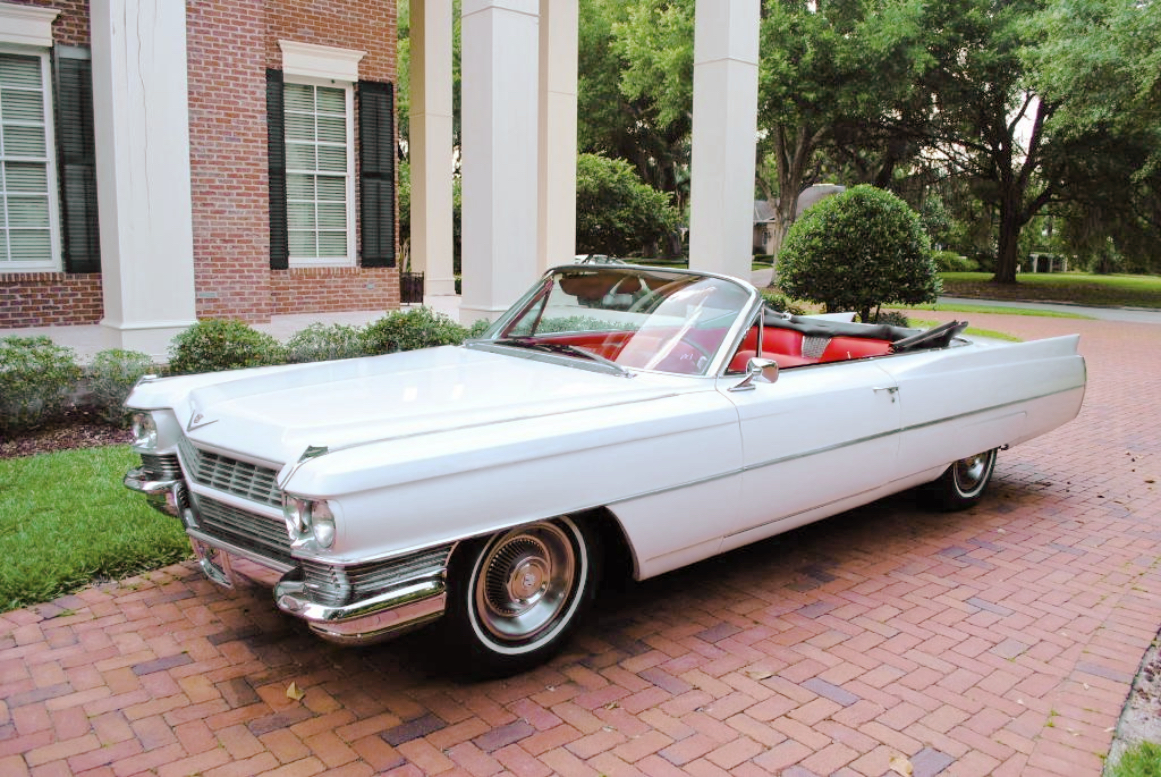
На таком белом Cadillac Deville convertible 1964 года путешествовал Разиня

Мелкий парижский коммивояжёр Антуан Марешаль (Бурвиль) отправляется в отпуск в Италию на своём «ситроене» модели 1948 года, так называемом «дё-шво», самом дешёвом из тогдашних французских автомобилей, традиционно являющемся во Франции объектом насмешек. На первом же перекрестке в его машину врезается «роллс-ройс» бизнесмена Леопольда Сарояна (Луи де Фюнес), отчего «ситроен» буквально разваливается на части.
Сароян любезно приглашает Марешаля в свой офис и предлагает компенсировать испорченный отпуск выполнением несложного и приятного поручения: в Неаполь для Сарояна доставлен из Бейрута кабриолет «кадиллак-девиль», эту машину нужно забрать в неапольском порту и без спешки перегнать в Бордо, при этом Сароян берёт на себя все расходы. Марешаль с радостью соглашается проехать по дорогам Италии в дорогой и красивой машине.
Кадиллак нашпигован контрабандой: задние крылья наполнены героином, бамперы сделаны из золота, а в аккумуляторе спрятаны драгоценные камни, похищенные в Бейруте. Марешаль нужен Сарояну для того, чтобы таможня на итальяно-французской границе пропустила машину без досмотра — Сароян рассчитывает, что добродушный и простоватый Антуан с располагающей к себе внешностью не вызовет подозрений у таможенников. Компаньоны Сарояна обвиняют его в легкомысленном и безрассудном поступке — доверить огромные ценности постороннему человеку, да ещё такому простофиле. Сароян принимает решение всю дорогу тайно следовать за грузом.
Все планы Сарояна становятся известны шайке Микки по прозвищу Заика (Венантино Венантини), с которым у Сарояна в прошлом были совместные дела. Заика решает завладеть грузом Сарояна и пускается в погоню за «кадиллаком».
Преследуемый двумя бандами Марешаль постепенно лишается всех ценностей, спрятанных на борту машины, даже не замечая этого. До последнего момента он вообще не подозревает, какие вокруг него кипят гангстерские страсти. «Разиня» совершает увлекательное путешествие, знакомится с очаровательными спутницами и наслаждается жизнью. Когда ему, наконец, открывается правда, он проявляет неожиданную находчивость и сдаёт обе банды французской полиции. В конце концов разиня Марешаль находит последнюю драгоценность, оставшуюся в машине — спрятанный в кнопке клаксона огромный алмаз «Ю-кун-кун».

## Роли исполняли и дублировали
- Луи де Фюнес —  Леопольд Сароян (Владимир Кенигсон)
- Бурвиль — Антуан Марешаль (Ростислав Плятт)
- Венантино Венантини — Микки-Заика (Феликс Яворский)

- Беба Лончар — Урсула (Нина Гребешкова)
- Алида Келли — Джина, маникюрщица (Серафима Холина)
- Ландо Будзанка — Лино, ревнивый парикмахер (Артём Карапетян)
- Джек Ари — комиссар (Юрий Саранцев)
- Анри Жене — Мартиаль, жандарм из Каркассона
- Нино Вингелли — неаполитанский автослесарь
- Пьер Руссель — Марио Коста, метрдотель
- Жак Ферьер —гангстер, шофёр Сарояна
- Жан Дроз — гангстер, человек Сарояна
- Ги Гроссо — таможенник
- Мишель Модо — таможенник
- Ги Делорм — Луиджи, человек Микки
- Робер Дюрантон — спортсмен в душе
- Анри Вирложё — гангстер, партнёр Сарояна
- Жан Мейер — гангстер, партнёр Сарояна
- Жак Эйсер — гангстер, партнёр Сарояна

## Съёмочная группа
- Авторы сценария: Жерар Ури, Марсель Жюллиан, Андре Табэ
- Режиссёр: Жерар Ури
  - Ассистенты режиссёра: Серж Валлен, Джорджо Стегани, Жерар Герен
- Звукорежиссёр: Антуан Бонфанти
- Оператор: Анри Декаэ
- Художники: Роберто Джорджани, Франческо Чарлетта
- Композитор: Жорж Делерю

## Дубляж
- Режиссёр дубляжа — Георгий Калитиевский
- Звукооператор дубляжа — Георгий Мартынюк
- Автор русского текста — Евгений Гальперин
- Редактор — З. Павлова

## Съёмки
Съёмки картины проходили с 31 августа по 7 декабря 1964 года.